# Oscar Sundström
Johan Oscar Sundström (i riksdagen kallad Sundström i Charlottenberg), född 4 februari 1826 i Mjölby församling, Östergötlands län, död 30 juli 1889 i Strömstad, Göteborgs och Bohus län (folkbokförd i Eda församling, Värmlands län), var en svensk bruksägare och riksdagsman.

## Biografi
Sundström var ägare till Charlottenbergs bruk i Värmland. Som riksdagsman var han ledamot av första kammaren.